# Centro de investigación Glenn
El John H. Glenn Research Center de la NASA en Lewis Field es un centro de la NASA, ubicado entre las ciudades de Brook Park, Cleveland, y Fairview Park, Ohio entre el Aeropuerto Internacional de Cleveland-Hopkins y la Reserva del Río Rocky de Cleveland Metroparks, y posee otras facilidades subsidiarias en Ohio. El Glenn Research Center (en español: Centro de Investigaciones Glenn) es uno de los diez centros principales de la NASA, cuya misión principal es desarrollar ciencia y tecnología para su uso en la aeronáutica y el espacio. Hacia mayo del 2012 empleaba 1650 empleados públicos y unos 1850 contratistas de apoyo en o en proximidades del sitio.
En el 2010, el antiguo Centro de Visitantes de la NASA se mudó al Great Lakes Science Center.

## Historia
La instalación se estableció en 1942 como parte del National Advisory Committee for Aeronautics (NACA) luego se incorporó a la Administración Nacional de Aeronáutica y del Espacio  (NASA) como un laboratorio para la investigación de motores de aeronaves. 
Inicialmente se llamó Aircraft Engine Research Laboratory después de su creación en junio de 1940. Fue renombrado Flight Propulsion Research Laboratory en 1947, el Lewis Flight Propulsion Laboratory en 1948 (después George W. Lewis, la sede del NACA entre 1919 y 1947) y el NASA Lewis Research Center en 1958.
El 1 de marzo de 1999, el Lewis Research Center fue oficialmente renombrado como NASA John H. Glenn Research Center en honor a John Glenn piloto de combate americano, astronauta y político).  Dentro de la NASA, el Centro de Investigaciones Glenn es conocido por la inicialización GRC.
Ya en 1951, los investigadores del Laboratorio de Propulsión de Vuelo Lewis, liderados por Abe Silverstein, estudiaban los procesos de combustión en los motores cohete líquido.

## Instalaciones

### Estación de Campo Plum (PBS)

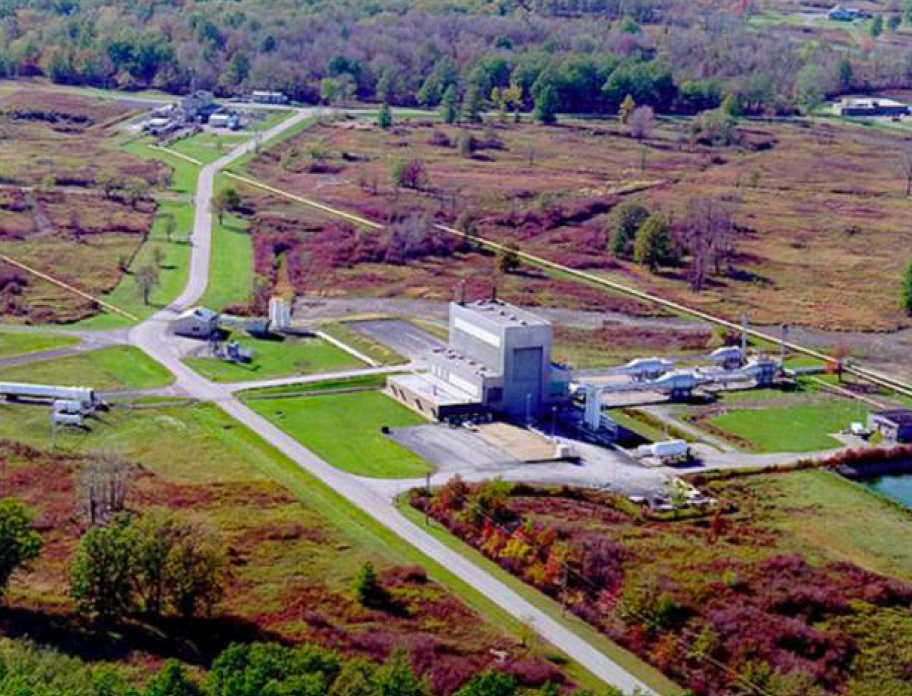
GRC Plum Brook Station Spacecraft Propulsion Facility (B-2)

La estación de campo Plum Brook de 6400 acres (2589,9881088 ha) cerca de Sandusky, Ohio, también forma parte de Glenn (41°20′59.4″N 82°39′01.8″O / 41.349833, -82.650500). Se encuentra a unos 50 millas del campus principal. Se especializa en pruebas a gran escala que serían peligrosas dentro de los límites del campus principal.
A partir de 2015, la estación Plum Brook consta de cinco instalaciones principales:
- Instalación de potencia espacial (SPF)
- B-2 Propulsión de investigación de naves espaciales (B-2), a partir de 2015
- Cámara de efectos combinados, no plenamente funcional.
- instalación de prueba hipersónica inservible (HTL)
- Laboratorio de componentes criogénicos (CCL)

La instalación de Plum Brook Reactor fue descontaminada y desmantelada a un costo estimado de $ 33.5 millones, siguiendo una decisión de 2008.